# Сукач Андрій Сергійович
Сукач Андрій Сергійович (30 травня 1995, с.  Малий Правутин — 20 жовтня 2023, с. Макіївка) — український військовослужбовець, командир десантно-штурмового відділення Збройних сил України, учасник російсько-української війни.

## Біографія
Народився 30 травня 1995 року в селі Малий Правутин Шепетівського району в багатодітній сім'ї. 2012 року закінчив Малоправутинський ліцей. Після школи закінчив Нетішинський професійний ліцей, здобув професію газозварювальника.
Призваний на військову службу 11 січня 2023 року. В ході виконання бойового завдання завжди був вірний присязі, у бою за Батьківщину виявив стійкість і мужність. За час проходження військової служби зарекомендував себе з позитивної сторони. Функціональні обов'язки виконував відмінно, користувався авторитетом серед колег та підлеглих. Андрій був командиром десантно-штурмового відділення.
Загинув 20 жовтня 2023 року від отриманих поранень під час ближнього гранатометного бою з противником поблизу населеного пункту Макіївка Сватівського району Луганської області. Похований 26 жовтня 2023 року в рідному селі.